# Corydalis microphylla
Corydalis microphylla är en vallmoväxtart som beskrevs av M.A. Mikhailova. Corydalis microphylla ingår i släktet nunneörter, och familjen vallmoväxter. Inga underarter finns listade i Catalogue of Life.